# Memoria autógrafa

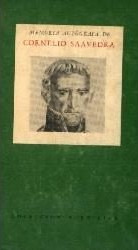
Portada de la reedición de Emecé.

Memoria autógrafa es una autobiografía escrita en 1829 en Argentina por Cornelio Saavedra, presidente de la Primera Junta. Saavedra se encontraba por entonces en los últimos años de su vida, y en dicha autobiografía explicaba desde su perspectiva los diversos acontecimientos en los que se vio envuelto. Saavedra escribió el libro para sus hijos, procurando que estos conozcan su versión de los hechos, ya que por entonces Saavedra era duramente cuestionado. En este sentido afirmó que "la obligación que todo hombre tiene de cuidar de su buen nombre es la que únicamente me ha conducido en mis defensas".
El libro tuvo diversas reediciones, entre ellas la de Emecé en 1944, Eudeba en 1968, Carlos Pérez Editor en 1969, entre otras.